# Душанбинская крепость
Душанбинская крепость (тадж. Қалъаи Душанбе) — археологический и фотификационный памятник, относящийся к XIX — началу XX века, который располагался на правой стороне склона проспекта Исмаила Самани в Душанбе. 
Крепость была описана русским топографом Петровым, приехавшим в Душанбе в 1884 году. Он был построен из глины на берегу реки Душанбе и имел прямоугольную форму. Длина стены с каждой стороны составляла более 100 м, высота ее доходила до 5 м. По углам крепостной стены стояли башни. Душанбинская крепость с трех сторон была окружена постройками и садами, четвертая сторона граничила с рекой Душанбе. В крепости были только одни прочные резные ворота. Крепость состояла из трех внутренних дворов. С 1907 года замок является летней резиденцией бека Гиссара. После установления советской власти в Таджикистане в ней размещались солдаты части Красной Армии. Затем крепость была полностью разрушена.